# Campanula thyrsoides
La campanula gialla (nome scientifico Campanula thyrsoides L., 1753) è una pianta erbacea, eretta e perenne, con una vistosa infiorescenza a pannocchia dai fiori gialli a forma di campana, appartenente alla famiglia delle Campanulaceae.

## Etimologia
Il nome generico (campanula) deriva dalla forma a campana del fiore; in particolare il vocabolo deriva dal latino e significa: piccola campana.

Dalle documentazioni risulta che il primo ad usare il nome botanico di “Campanula” sia stato il naturalista belga Rembert Dodoens, vissuto fra il 1517 e il 1585. Tale nome comunque era in uso già da tempo, anche se modificato, in molte lingue europee. Infatti nel francese arcaico queste piante venivano chiamate “Campanelles” (oggi si dicono “Campanules” o “Clochettes”), mentre in tedesco vengono dette “Glockenblumen” e in inglese “Bell-flower” o “Blue-bell”. In italiano vengono chiamare “Campanelle”. Tutte forme queste che derivano ovviamente dalla lingua latina. L'epiteto specifico (thyrsoides) significa "tirso" e fa riferimento all'Infiorescenza eretta di tipo cimoso simile ad una pannocchia con diversi fiori su pedicelli opposti.
Il binomio scientifico della pianta di questa voce è stato proposto da Carl von Linné (1707 – 1778) biologo e scrittore svedese, considerato il padre della moderna classificazione scientifica degli organismi viventi, nella pubblicazione Species Plantarum - 1: 167. 1753 del 1753.

## Descrizione

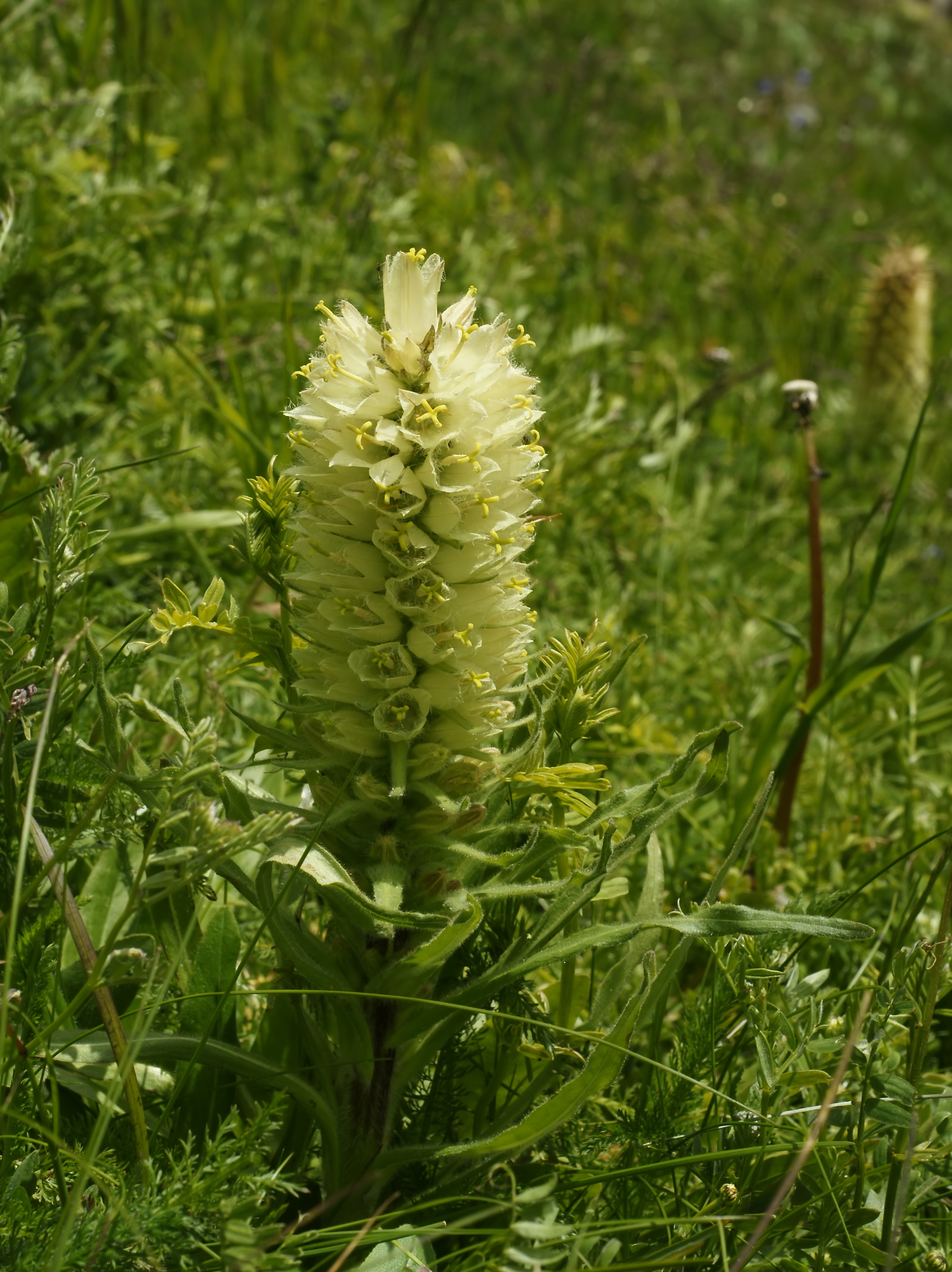
Il portamento

La forma biologica della pianta è emicriptofita bienne (H bienn): il ciclo della pianta è biennale (nel primo anno di vita la pianta compie lo sviluppo vegetativo, nel secondo fiorisce e fruttifica), mentre le gemme sono poste al livello del terreno. Questa pianta può anche essere definita H scap in quanto l'asse fiorale è allungato e poco ramoso. L'altezza della pianta può arrivare fino ai 70 cm (massimo 100 cm). Come tutte le campanule queste piante contengono lattice lattescente e accumulano inulina.

### Radici
La radice è un grosso fittone piuttosto carnoso di colore biancastro con anelli. Dimensione della radice: 1 – 1,5 cm di spessore.

### Fusto
Il fusto è semplice, fistoloso, villoso-pubescente (i peli sono molli e cadenti) e lievemente arrossato. Nella parte basale è molto foglioso.

### Foglie
Le foglie si dividono in basali e cauline. 
- Foglie basali: le foglie basali sono sessili e amplessicauli dalla forma lanceolato-spatolata a margine lineare o crenulato; sono inoltre riunite in rosette basali; la pagina fogliare e coperta di ispidi e patenti peli. Dimensione delle foglie: larghezza 1 cm; lunghezza 10 – 15 cm.
- Foglie cauline: le foglie cauline sono progressivamente più piccole verso la parte aerea della pianta; alla fine si riducono in brattee lineari lungamente cigliate (questo all'interno dell'infiorescenza).

### Infiorescenza
L'infiorescenza è una spiga pluriflora di fiori sessili o appena pedicellati. Nel suo insieme la forma è ovale-allungata. Il numero dei fiori può arrivare fino a 40 – 50 per spiga. Dimensione della spiga: diametro 5 cm; altezza 15 – 25 cm.

### Fiori

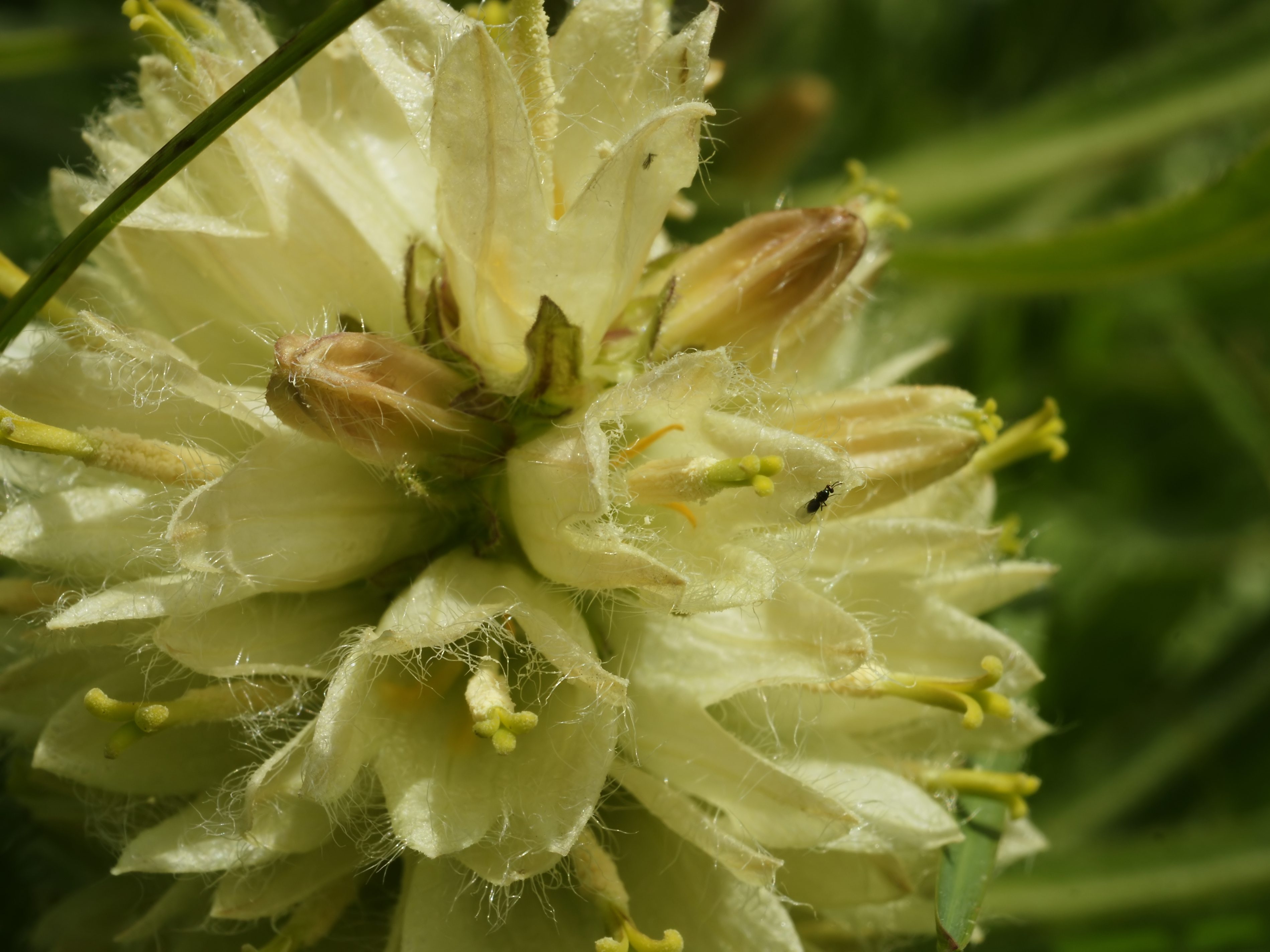
I fiori

I fiori sono tetra-ciclici, ossia sono presenti 4 verticilli: calice – corolla – androceo – gineceo (in questo caso il perianzio è ben distinto tra calice e corolla) e pentameri (ogni verticillo ha 5 elementi). I fiori sono gamopetali, ermafroditi e attinomorfi. Sono inoltre leggermente profumati ed hanno la tipica forma campanulata in posizione patente. Dimensione dei fiori: larghezza 15 mm; lunghezza 25 mm.
- Formula fiorale: per questa pianta viene indicata la seguente formula fiorale:

K (5), C (5), A (5), G (2-5), infero, capsula
- Calice: il calice è ispido, diviso in 5 denti appuntiti. Dimensione del calice: lunghezza del tubo 5 mm; lunghezza dei denti 9 mm.
- Corolla: la corolla è vellutata-pubescente verso la fauce; il colore dei petali è giallo – giallo pallido, ma anche biancastro. I lobi (denti) ovato-lanceolati sono lunghi circa 1/3 della corolla. Dimensione della corolla: larghezza del tubo 12 mm; lunghezza del tubo 15 mm; larghezza dei denti 6 mm; lunghezza dei denti 10 mm.
- Androceo: gli stami sono 5 con antere giallastre, libere (ossia saldate solamente alla base) e filamenti sottili ma membranosi alla base. Il polline è 3-porato.
- Gineceo: lo stilo è unico con 3 stigmi (stilo trilobato) e sporge dalla corolla. L'ovario è infero, 3-loculare con placentazione assile (centrale), formato da 3 carpelli (ovario sincarpico). Lo stilo possiede dei peli per raccogliere il polline e può sporge oltre le fauci corolline.

### Frutti
I frutti sono delle capsule subglobose o ovoide-coniche, poricide 3-loculare, ossia deiscenti mediante pori laterali; i semi sono molto minuti a forma oblunga

## Riproduzione
- Impollinazione: l'impollinazione avviene tramite insetti (impollinazione entomogama). In queste piante è presente un particolare meccanismo a "pistone": le antere formano un tubo nel quale viene rilasciato il polline raccolto successivamente dai peli dallo stilo che nel frattempo si accresce e porta il polline verso l'esterno.[10]
- Riproduzione: la fecondazione avviene fondamentalmente tramite l'impollinazione dei fiori (vedi sopra).
- Dispersione: i semi cadendo a terra (dopo essere stati trasportati per alcuni metri dal vento, essendo molto minuti e leggeri – disseminazione anemocora) sono successivamente dispersi soprattutto da insetti tipo formiche (disseminazione mirmecoria).

## Tassonomia
La famiglia di appartenenza della Campanula thyrsoides (Campanulaceae) è relativamente numerosa con 89 generi per oltre 2000 specie (sul territorio italiano si contano una dozzina di generi per un totale di circa 100 specie); comprende erbacee ma anche arbusti, distribuiti in tutto il mondo, ma soprattutto nelle zone temperate. Il genere di questa voce appartiene alla sottofamiglia Campanuloideae (una delle cinque sottofamiglie nella quale è stata suddivisa la famiglia Campanulaceae) comprendente circa 50 generi (Campanula è uno di questi). Il genere Campanula a sua volta comprende 449 specie (circa 50 nella flora italiana) a distribuzione soprattutto circumboreale.
Il Sistema Cronquist assegna al genere Campanula la famiglia delle Campanulaceae e l'ordine delle Campanulales mentre la moderna classificazione APG la colloca nell'ordine delle Asterales (stessa famiglia). Sempre in base alla classificazione APG sono cambiati anche i livelli superiori (vedi tabella iniziale a destra).

### Sottospecie
Per questa specie sono riconosciute valide due sottospecie:

#### Subsp.thyrsoides

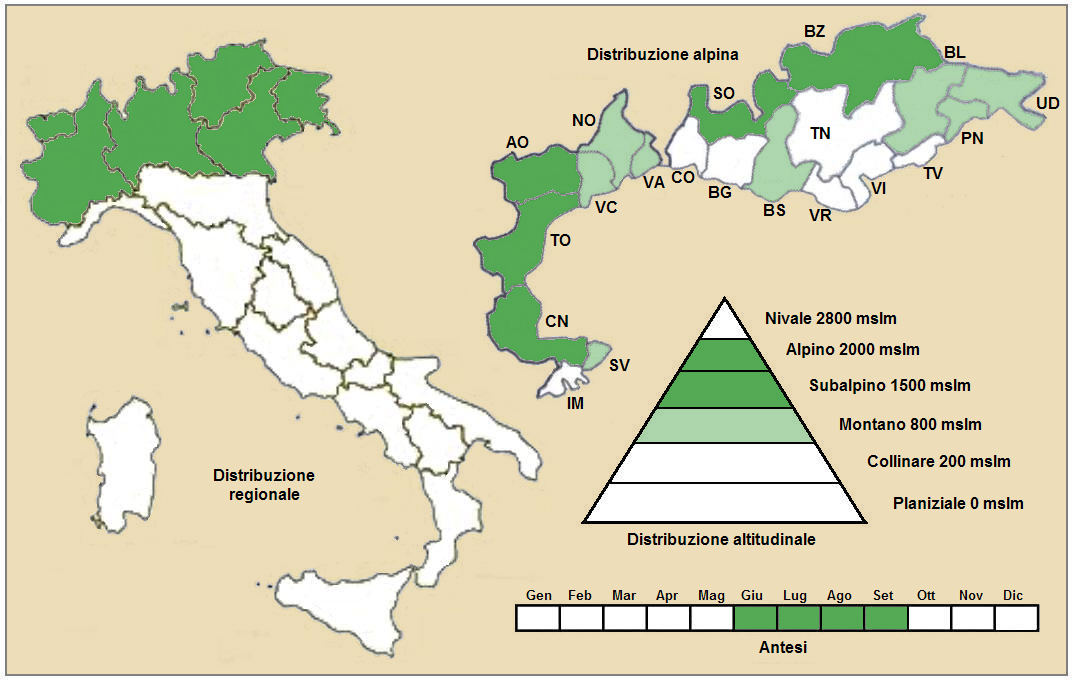
Distribuzione della sottospecie thyrsoides

- Nome scientifico: Campanula thyrsoides subsp. thyrsoides.
- Descrizione: le brattee dell'infiorescenza sono della stessa lunghezza dei fiori; il fusto al massimo raggiunge 40 cm; l'infiorescenza è più compatta ed assume una forma più ovoide.
- Fioritura: da giugno a settembre.
- Geoelemento: il tipo corologico è Orofita Sud-Europeo: ossia è una specie alpina (specie orofita), quindi dell'Europa meridionale il cui areale va dalla Penisola Iberica ai Balcani.
- Distribuzione: si trova nell'Europa meridionale montana (nelle Alpi e in particolare nel Giura) con qualche presenza nel Caucaso e Anatolia. In Italia si trova sull'arco alpino, ma è considerata rara. L'areale di questa specie è piuttosto discontinuo, qualche autore ritiene si tratti di un relitto di qualche periodo geologico del passato.
- Habitat: l'habitat tipico per questa pianta sono i prati alpini e i pascoli pietrosi, in genere i luoghi rocciosi. Il substrato preferito è calcareo con pH basico, medi valori nutrizionali del terreno che deve essere secco.[14]
- Distribuzione altitudinale: da 400 a 2200 m s.l.m.; da un punto di vista altitudinale questa specie frequenta il piano vegetazionale subalpino, quello alpino e in parte quello montano.
- Fitosociologia: dal punto di vista fitosociologico questa sottospecie appartiene alla seguente comunità vegetale:[14]

Formazione : Comunità delle praterie rase dei piani subalpino e alpino con dominanza di emicriptofite
Classe : Elyno – Seslerietea variae
Ordine : Seslerietea variae
Alleanza : Caricion ferrugineae

#### Subsp.carniolica

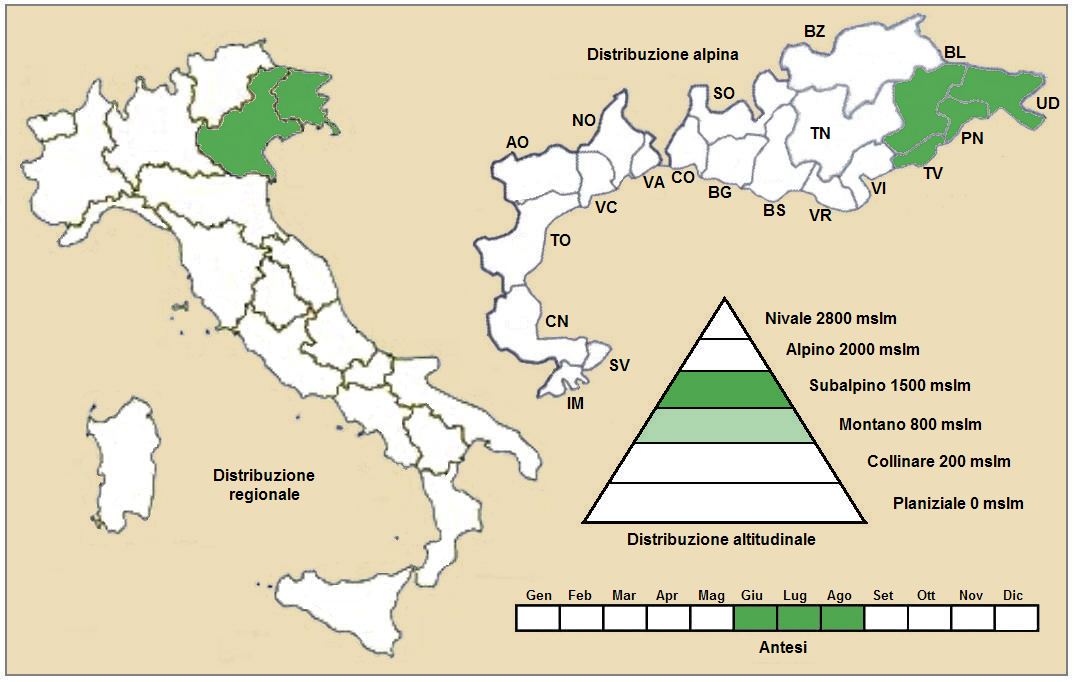
Distribuzione della sottospecie carniolica

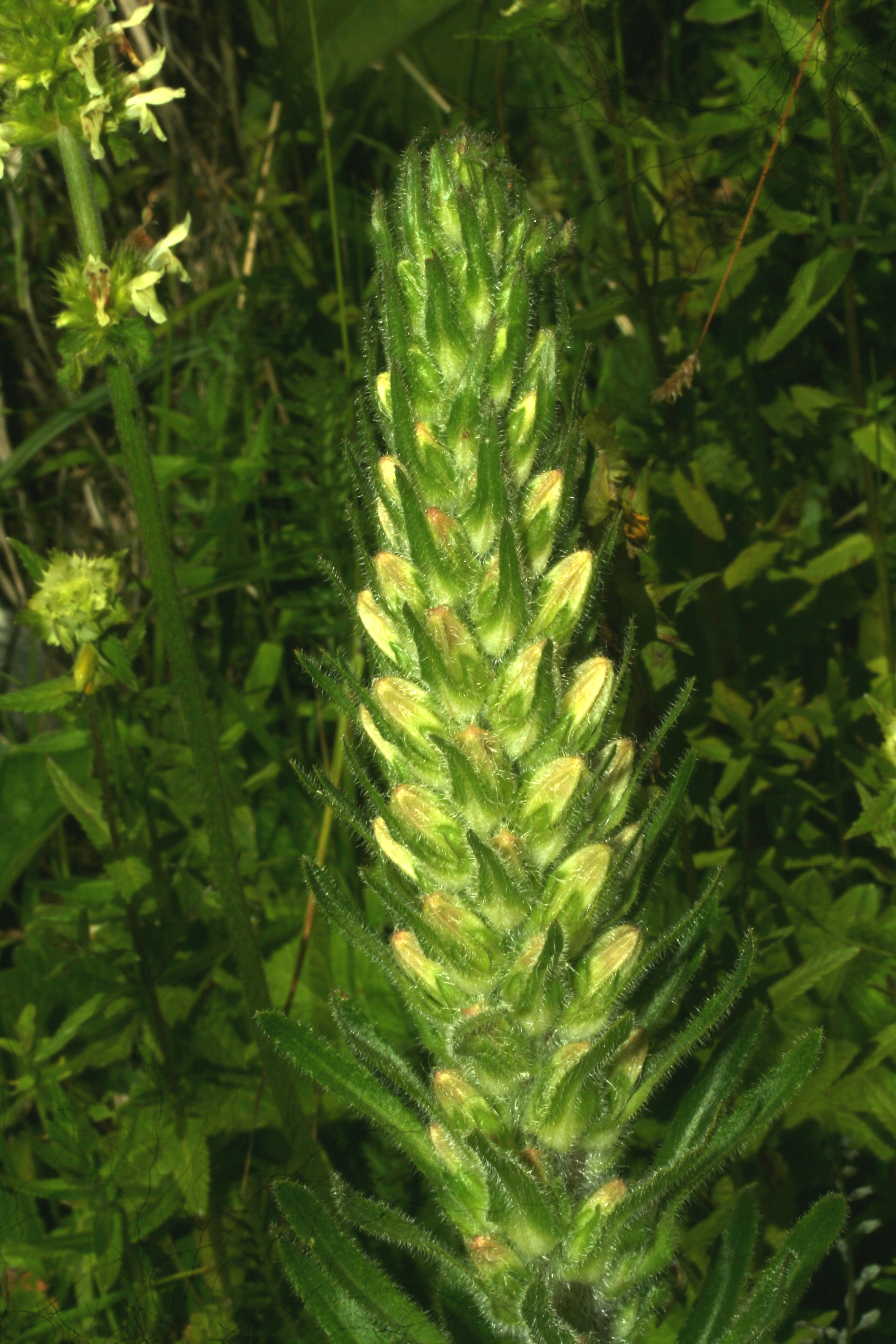
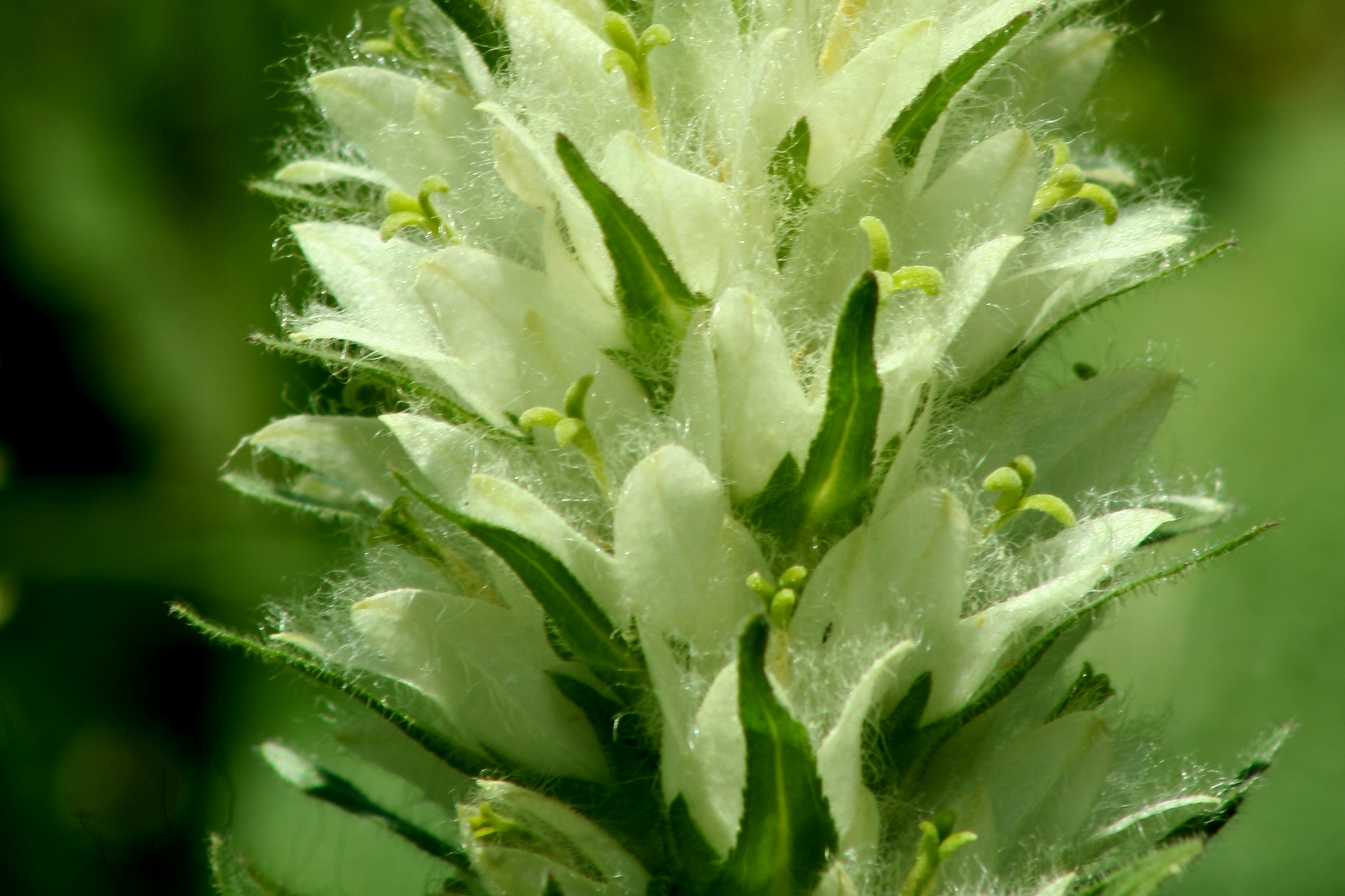
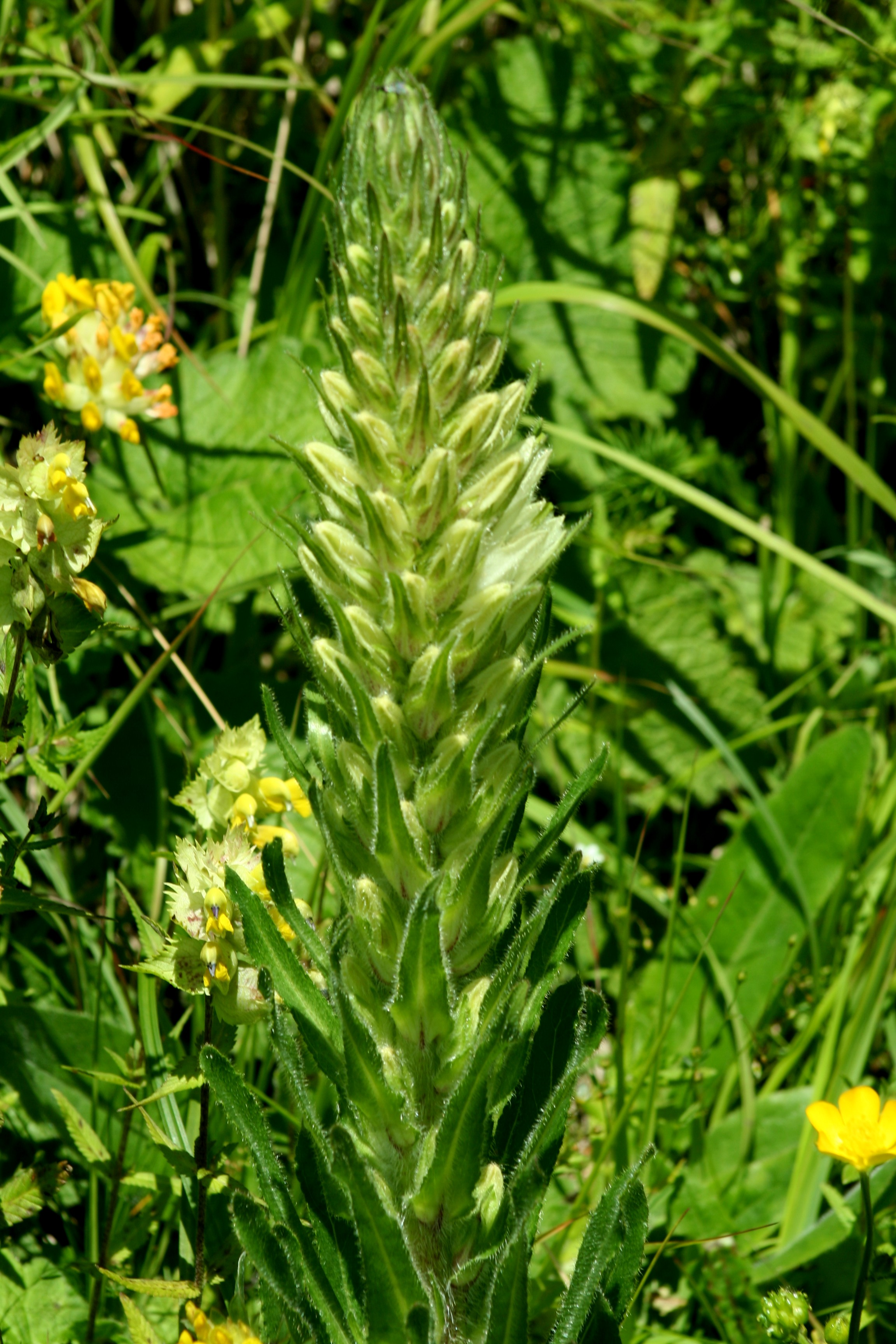

- Nome scientifico: Campanula thyrsoides subsp. carniolica (Sund.) Podlech, 1964 – Campanula gialla della Carnia.
- Descrizione: le brattee dell'infiorescenza hanno la forma triangolare (larghezza 15 mm, lunghezza 10 mm) e sono biancastre, all'apice è presente una protuberanza erbacea lineare (larghezza 2 – 3 mm; lunghezza 15 – 25 mm); l'infiorescenza ha la forma cilindrica e le piante in genere sono più alte (fino a 100 cm).
- Fioritura: da giugno a agosto.
- Geoelemento: il tipo corologico è Endemico - Alpico / Illirico.
- Distribuzione: in Italia si trova nelle Alpi Orientali. Oltre confine si trova in Carinzia (Austria), Slovenia e in genere nelle Alpi Dinariche.
- Habitat: l'habitat tipico per questa pianta sono i pascoli e le zone cespugliose alpine; ma anche i ghiaioni, i margini erbacei, le aree ad arbusti, pinete e gineprai. Il substrato preferito è calcareo con pH basico, bassi valori nutrizionali del terreno che deve essere secco.[14]
- Distribuzione altitudinale: da un punto di vista altitudinale questa specie frequenta il piano vegetazionale subalpino e in parte quello montano.
- Fitosociologia: dal punto di vista fitosociologico Campanula thyrsoides appartiene alla seguente comunità vegetale:[14]

Formazione : delle comunità delle fessure, delle rupi e dei ghiaioni
Classe : Thlaspietea rotundifolii
Ordine : Thlaspietalia rotundifolii
Alleanza : Petasition paradoxi

Immagini di Campanula thyrsoides subsp. carniolica ("Giardino Botanico delle Alpi Orientali", Monte Faverghera (BL), 1500 m s.l.m. - 19 luglio 2014)

### Sinonimi
L'entità di questa voce ha avuto nel tempo diverse nomenclature. L'elenco seguente indica alcuni tra i sinonimi più frequenti:
- Campanula carniolica  (Sünd.) Crook (sinonimo della sottospecie carniolica)
- Campanula macrorhiza var. thyrsoides (L.) Vuk.
- Campanula thyrsoides var. glomerata  Saut.
- Campanula thyrsoides var. multicaulis A.DC.
- Campanula thyrsoides var. carniolica  Sünd. (sinonimo della sottospecie carniolica)

### Specie simili
- Campanula glomerata L. - Campanula agglomerata: come la specie Campanula thyrsoides anche questa pianta è caratterizzata dall'avere i fiori riuniti in densi e vistosi capolini (l'infiorescenza è di tipo globoso); si differenzia per il colore che è azzurro-violaceo.
- Campanula spicata L. - Campanula spigata: l'infiorescenza è molto simile a quella della Campanula thyrsoide, ma ha un portamento lineare; i denti del calice sono più lunghi e la corolla è azzurra.

## Usi

### Giardinaggio
La specie Campanula gialla quando raggiunge le dimensioni maggiori è molto bella e spesso viene coltivata a scopo ornamentale.

## Altre notizie
La campanula gialla in altre lingue è chiamata nei seguenti modi:
- (DE)  Gewöhnliche Strauß-Glockenblume
- (FR)  Campanule en thyrse

## Galleria d'immagini

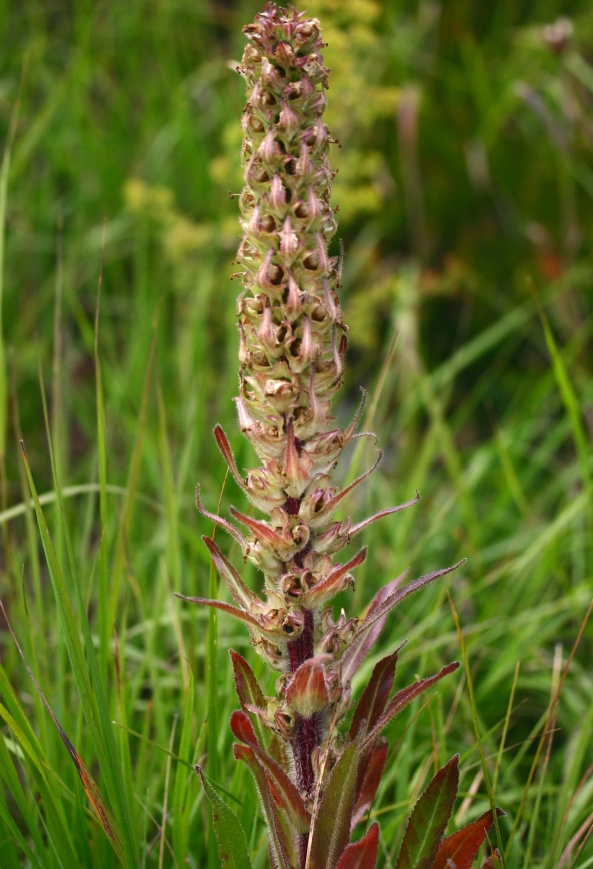
Pianta in fine stagione
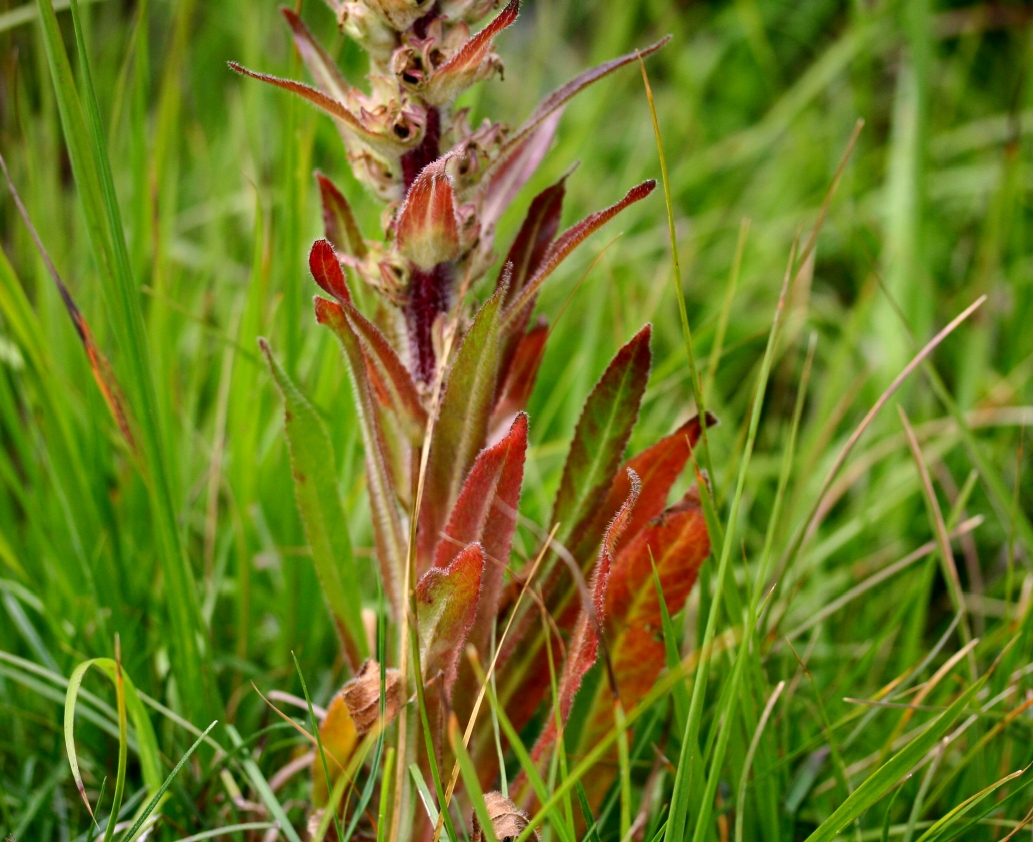